# Sofistische weerleggingen
Sofistische weerleggingen (Grieks: sophistikoi elenchoi; Latijn: De sophisticis elenchis) is het zesde standaardwerk van Aristoteles' serie over logica, gezamenlijk bekend als het Organon. De andere vijf zijn Over de Categorieën, Over de Interpretatie, Analytica priora, Analytica posteriora en Topica. Sofistische weerleggingen is geschreven als een collegedictaat over drogreden, en bestaat uit één boek met 33 hoofdstukken. Dit werk is nauw verbonden met Topica over argumentatie. 
Sofistische weerleggingen zijn volgens Aristoteles schijnbare weerleggingen, die in werkelijkheid drogredeneringen zijn. (Sophistical refulations: 164a20-21). Een indeling van drogredenen volgens Aristoteles is:
- Formele drogredenen
  - drogredenen waarbij er een fout in de logica van de redenering zit
- Informele drogredenen
  - drogredenen waarbij in de premissen verkeerde aannames worden gedaan en dus onjuiste premissen worden gebruikt
  - drogredenen waarbij de conclusie bereikt wordt door een onjuist gebruik van woorden

## Nederlandse vertaling
- Over drogredenen. De sofistische weerleggingen, vertaald, ingeleid en van aantekeningen voorzien door Erik Krabbe en Pieter Sjoerd Hasper, 2015, ISBN 9789065540140